# Моріа (Махатма)

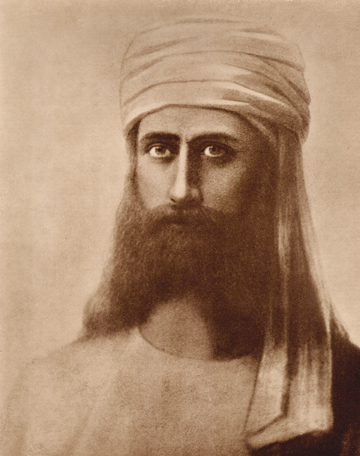
Вчитель Моріа в поданні Германа Шміхена, 1884

Моріа (англ. Morya; також Морія) — в Теософії та Агні-Йозі один з «Вчителів Мудрості», у Вченні Вознесених Владик один з «Вознесених Владик» (під іменем Ель Морія). Перші згадки про Махатму Моріа належать Олені Блаватській. За її твердженням, Махатма Моріа та Кут Хумі допомогли їй заснувати Теософське товариство.

## Історія

### Теософське товариство
О. П. Блаватська писала, що основні її труди («Таємна Доктрина — синтез науки, філософії і релігії» і «Викрита Ізіда») є результатами її тісної співпраці з махатмами Моріа і Кут Хумі.
Опубліковані труди Блаватської були оцінені як такі що демонструють глибоке дослідження теми. Так 1892 р. в нью-йоркській газеті The Sun подано наступне свідчення щодо авторства цих книг:
|  | ... дивна сторона цього полягає в тому, що я та багато інших людей можемо засвідчити як очевидці випуску книги, що письменник не мав бібліотеки в якій можна було б проводити дослідження і не мав приміток з досліджень чи читань здійснених раніше. Все було написано просто з рук. І все-таки праця рясніє посиланнями на книги з Британського музею та інших великих бібліотек і кожне посилання є вірним. Або ми маємо відповідно цієї книги жінку яка здатна зберегти у своїй пам’яті масу фактів, дат, номерів, назв та предметів, таких, як жодна людина ніколи не була здатна, або її твердження про допомогу невидимих істот вірне. |

Блаватська стверджувала що Махатма Морія з дитинства являвся їй у снах і видіннях, і що 12 серпня 1851 р., в день її двадцятиріччя, в Гайд-парку (Лондон) відбулася їх перша зустріч. Графиня Констанція Вахтмейстер, вдова шведського посла в Лондоні, зі слів Блаватської, передає деталі тієї розмови, в якій Морія сказав, що «потребує її участі в справі яку він має намір розпочати», а також, що «їй доведеться провести три роки в Тибеті, щоб підготуватися до виконання цього важливого завдання». У своїй книзі «З печер та хащ Індостану» Блаватська в літературній формі описала подорож по Індії зі своїм Вчителем, якого в книзі вона називає Такур Гулаб-Сингом.

### Жива Етика (Ангі-йога)
За твердженням Миколи Реріха та Олени Реріх, вчення Живої Етики (Агні-йога) виникло в процесі їх спілкування з «Великим Вчителем» відомим в теософських колах під іменем Махатми Моріа. Це спілкування відбувалося в період з 1924 по 1938 рр.. З щоденників О. Реріх слідує що на перших етапах для спілкування використовувалось так зване автоматичне письмо, подальші ж записи були отримані шляхом ясночуття, яким, за її власним твердженням, володіла О. Реріх. Пізніше вона запевняла що сама вона автоматичним письмом для контактів з «Великим Вчителем» не користувалася. Основу вчення Живої Етики складають 14 книг з текстами, що описуються О. Реріх як записи таких бесід.
О. Реріх вважала що володіє даром ясновидіння і ясночуття, але не вважає це медіумізмом і в листах писала:
|  | З книг Вчення ви можете бачити наскільки Владика М. попереджує проти всякої магії та в яких сильних виразах Владика говорить проти медіумізму і всяких насильницьких механічних прийомів для відкриття центрів, як це рекомендують безвідповідальні псевдоокультні школи. Там, де Владика М., там немає ні механічних прийомів, ні магічних знаків. |

### Вчення Вознесених Владик
Вчення Вознесених Владик відноситься дослідниками Новітніх релігійних рухів до теософської традиції. «Вознесені Владики» — це ті кого теософи називають «Вчителями мудрості». Такі представники Вчення як Д. Іннесент (активна діяльність 1951-61 рр.) та Марк Профет (1958—1973 рр.) вказували на особливу роль Ель Морії, називаючи його ініціатором своєї діяльності.

У Вченні вважається що Ель Морія досяг вознесіння в кінці ХІХ ст. (так Елізабет Профет вказує на 1898 р.). Вся подальша його діяльність, в тому числі й діяльність через сім'ю Реріхів, розглядається як діяльність з вознесеного стану. Описується ряд втілень які передували його вознесінню. Серед них Авраам, Король Артур, Сергій Радонезький, Акбар Великий та інші.
Послання від імені Ель Морії публікували Д. Іннесент, Марк та Елізабет Профет, Т. Мікушина. 
 Згідно з Вченням, серед семи божественних променів або семи еманацій якими Абсолют виражається у світі форми, Морія досконало оволодів першим променем, що відповідає волі й силі Бога. Відповідно від вважається Владикою (Чоханом) першого променя.
Відносини Ель Морії з втіленими людьми описуються як відносини Учителя з учениками.
|  | Щоб я зайнявся вашим виховання особисто, возлюблені, мені потрібно отримати від вас непохитну постійність. …. не думайте, возлюблені, що я легковажно ставлюсь до прийому чела. Багато хто з вас є в процесі становлення чела. Але я повинен випробовувати та перевіряти вас протягом багатьох років, інколи навіть життів, доки не отримаю знак від Самого Бога Всемогутнього, що можу взяти на себе тягар, прийнявши ще одного ученика. І коли ви випробували себе вогнем і з багатьох ситуацій - складних ситуацій, жахливих ситуацій - вийшли з честю, ми будемо знати, що в нас є першокласні ученики, і приймемо вас, щоб наділити вас помазанням. |

## Докази існування і полеміка

### Листи Махатм
«Листи Махатм» являють собою листування двох Махатм (Кут Хумі та Морії) з А. П. Синнетом, редактором індійської газети «Піонер» і А. О. Юмом, орнітологом, високопоставленим чиновником англійської адміністрації в Індії. Листування почалося в 1880 році та продовжувалося близько п'яти років. Пізніше листи були зібрані та видані Т. Баркером в 1923 р., вже після смерті Синнета, який з певних причин був проти публікації листування.

### Полеміка про існування Махатм
Хоча багато хто з членів Теософського товариства ХІХ ст. описували свої зустрічі з Махатмою Моріа та іншими Махатмами, саме їх існування багато людей та організацій (в тому числі Лондонське Товариство психічних досліджень) піддавали сумніву навіть в ті часи. Критики відмічають що є мало доказів того, що Учителя Блаватської коли-небудь існували.
Разом з тим сестра Блаватської Віра Желіховська, з посиланням на «Boston Courier» від 15 липня 1886 року, наводить наступну думку семидесяти вчених пандитів з Негапатама відносно звіту Лондонського Товариства психічних досліджень, що поставив під сумнів існування Махатм:
|  | Ми, що підписалися нижче, були безмежно здивовані прочитавши «Звіт Психічного Лондонського Товариства» відносно теософії. Маємо сміливість заявити, що існування Махатм, - інакше Садху, ніяким чином не вигадано ні пані Блаватською, ні ким би то не було іншим. Наші прапрадіди, що жили і померли задовго до народження мадам Блаватської, мали тверду віру в їх існування і психічні сили, знали їх і бачили. І в теперішній час є багато людей в Індії що не мають ніякого відношення до Теософського Товариства, проте знаходяться в постійних відносинах з цими вищими істотами. Ми володіємо багатьма засобами для доказу цих певних фактів, проте в нас немає ні часу, ні бажання доводити це європейцям. |